# Bulbostylis haitiensis
Bulbostylis haitiensis är en halvgräsart som beskrevs av Georg Kükenthal. Bulbostylis haitiensis ingår i släktet Bulbostylis och familjen halvgräs.
Artens utbredningsområde är Haiti. Inga underarter finns listade i Catalogue of Life.